# Giovanni Battista Castagneto
Giovanni Battista Castagneto (Genova, 27 novembre 1851 – Rio de Janeiro, 29 dicembre 1900) è stato un pittore italiano.
Visse e lavorò prevalentemente in Brasile e fu un importante pittore di marine.

## Biografia
Giovanni Battista Felice Castagneto, noto anche come João Batista Castagneto, era figlio di un marinaio, Lorenzo di Gregorio Castagneto. Nacque a Genova, ma trascorse gran parte della sua vita in Brasile acquisendo, forse, la nazionalità o la cittadinanza brasiliana.
Non si ha alcuna notizia della sua vita in Italia, se non che divenne marinaio e che sin da giovane palesò una viva passione per la pittura. Questo spiegherebbe il perché, nell'ottobre del 1874, giunto a Rio de Janeiro in compagnia di suo padre, cercò di iscriversi alla "Scuola Nazionale di Belle Arti", o "Accademia imperiale" della città.
Quando però fece domanda di iscrizione, nel 1877, Castagneto aveva 23 anni, mentre il limite di età posto dalla Scuola era di 17 anni. Suo padre, allora, fece false dichiarazioni sulla sua età, affermando che essi vivevano in Brasile sin dal 1862 e che Gian Battista aveva appena compiuto 16 anni. Nacque così la convinzione (ancor oggi sostenuta) che il giovane fosse nato nel 1862 e che alla sua morte, avvenuta nel 1900, egli avesse 38 anni, in luogo di 50.
Il livello d'istruzione di Castagneto era assai basso, al limite dell'analfabetismo, come testimoniano gli esami sostenuti presso l'Accademia. Tuttavia egli riuscì ad inserirsi nell'istituzione come libero uditore e poté così assistere ai corsi dal 1878 sino al 1884, seguendo le lezioni di diversi docenti, fra i quali João Zeferino da Costa. Fra il 1882 e il 1884 era stato anche allievo di Georg Grimm, che seguì quando costui lasciò l'Accademia e il suo atelier per stabilirsi sulla costa di Boa Viagem a Niterói. Contemporaneamente, nel 1883, fu l'assistente di Zeferino da Costa in occasione della realizzazione dei pannelli decorativi della chiesa della Chandeleur a Rio de Janeiro.
Castagneto fece parte del "Gruppo di Grimm", assieme ad Antônio Parreiras, Domingo Garcia y Vásquez, Hipólito Boaventura Carón, Joaquim José de França Júnior e Francisco Joaquim Gomes Ribeiro. Un altro tedesco, Thomas Driendl, svolse il ruolo di assistente e di insegnante supplente.
Fra il 1890 e il 1893 si recò in Francia, dapprima soggiornando a Parigi, ma restò deluso dalla città e preferì scegliere la regione di Tolone per realizzare i suoi quadri.

Giovanni Battista Castagneto morì a Rio de Janeiro nel dicembre del 1900.

## Galleria d'immagini

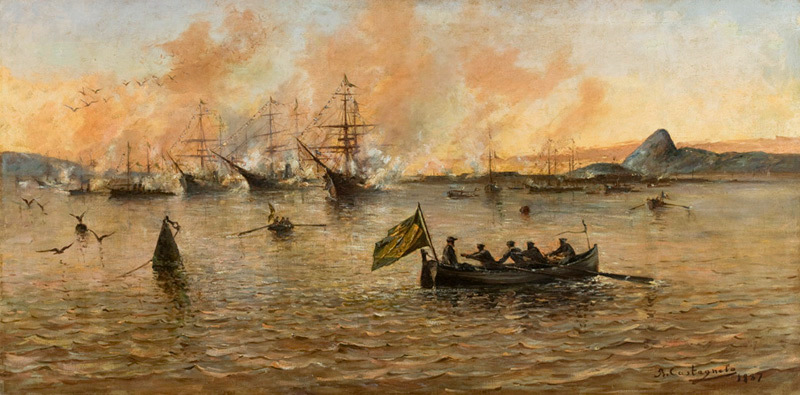
Una salva nella baia di Rio de Janeiro, 1887
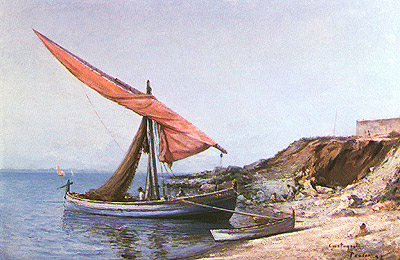
Barca a vela ancorata nella rada di Tolone, 1892
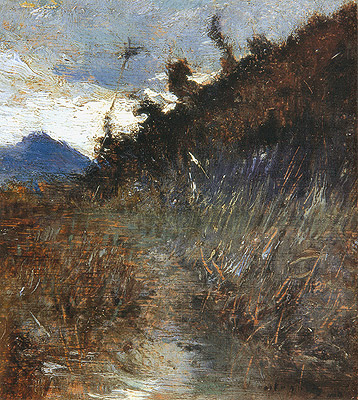
Paesaggio, 1900

## Fonte
Versione portoghese della voce "Giovanni Battista Castagneto"